# Ají

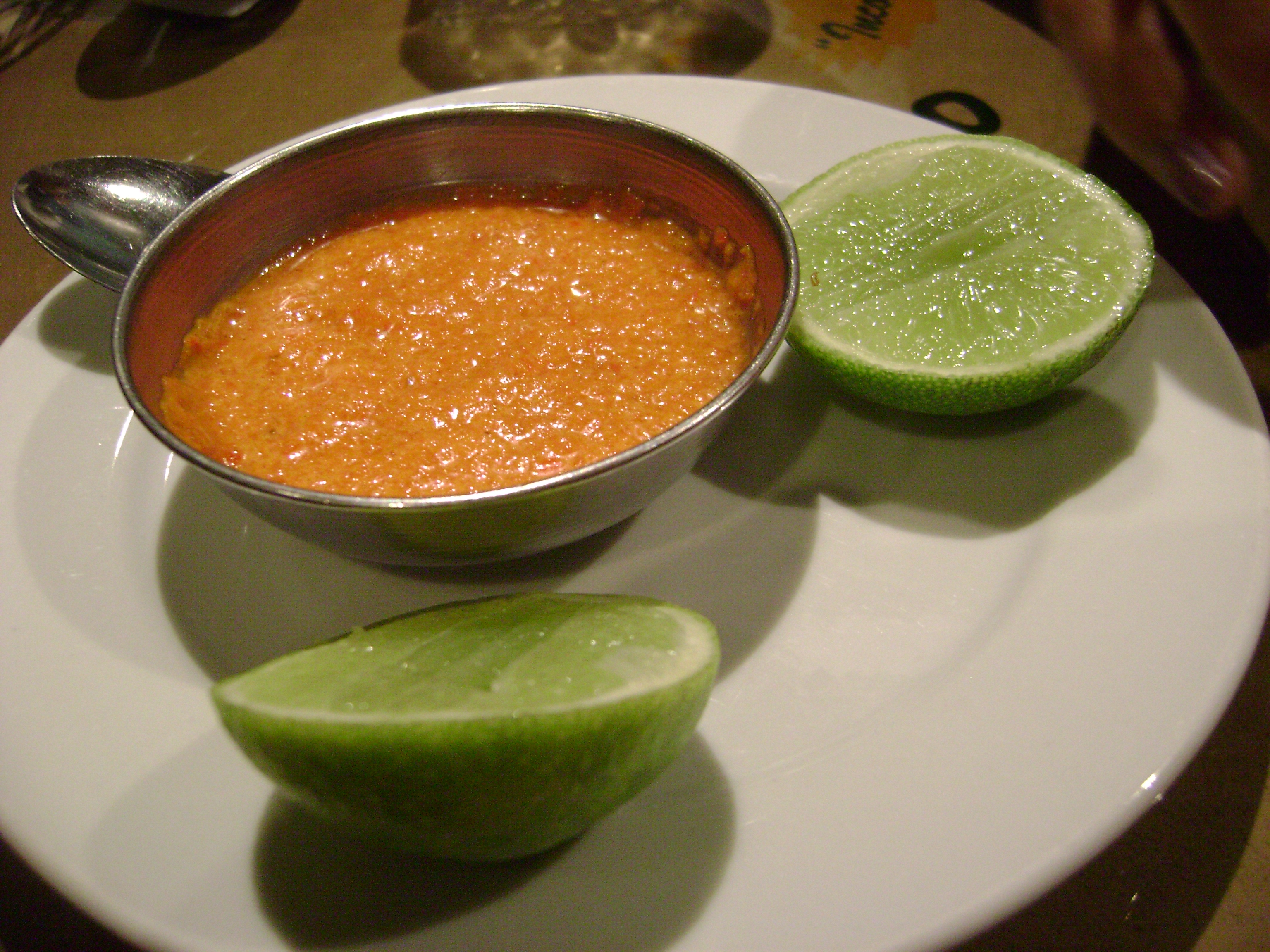
Ají servi avec un citron vert.

Pour les articles homonymes, voir AJI.
L'ají est une sauce piquante originaire du Pérou.
Elle se compose de tomate, de coriandre, de piment ají, d'oignon et d'eau.